# Myrosmodes
Myrosmodes là một chi thực vật có hoa trong họ, Orchidaceae.